# Gnetum leyboldii
Gnetum leyboldii — вид голонасінних рослин класу гнетоподібні, поширений від Коста-Рики до тропіків Південної Америки.

## Опис
Дерев'яниста ліана. Кора старих стовбурів глибоко рифлена. Листки дуже шкірясті, від еліптичних до еліптично-довгастих, розміром до 20×15 см, різко загострені на верхівці, від серцеподібних до округлих біля основи. Мікроспорофіли булавоподібні. Зріле насіння від темно-червоного до яскраво-червоного, довгасте, довжиною 45–50 мм, 20 мм в діаметрі, загострене на вершині, зовнішній шар м'ясистий і товстий (3 мм).

## Поширення, екологія
Поширення: Коста-Рика, Панама, Венесуела, Колумбія, Еквадор, Перу і пн. Бразилія. Ліана, знайдена вздовж річок, в сирих вічнозелених лісах, а також болотистих лісах. Відома на висотах нижче 500 м.

## Загрози та охорона
Місця зростання, де цей вид виявлений, стабільні в одних районах й уразливі в інших у результаті загроз, таких як, наприклад, вирубка лісу під землі для розведення рогатої худоби або плантацій, наприклад, коки. Як відомо, росте на кількох охоронних територіях.